# آلساندرو جیانسی
 آلساندرو جیانسی (انگلیسی: Alessandro Giannessi؛ زادهٔ ۳۰ مهٔ ۱۹۹۰) یک تنیس‌باز اهل ایتالیا است. 